# 대한민국 제18대 대통령 선거
대한민국 제18대 대통령 선거는 대한민국의 제18대 대통령을 선출하기 위한 선거로 2012년 12월 19일에 실시되었다.
선거 결과 새누리당의 박근혜 후보가 당선되었다.

## 선거 정보

### 선거 일정
공직선거법 제34조는 대통령 선거일을 전임 대통령 임기 만료일 70일 전 이후 첫 번째 수요일로 규정했다. 이명박 제17대 대통령의 임기 만료일은 2013년 2월 24일이었음으로, 제18대 대통령 선거일은 12월 19일이 되었다. 이에 따라 선거관리위원회는 2012년 11월 25일부터 26일까지 후보자 등록 신청을 받았으며, 각각 12월 5일부터 10일까지 재외국민 투표, 12월 11일부터 14일까지 선상 투표, 12월 13일부터 14일까지 부재자 투표를 진행하고 12월 19일 오전 6시부터 오후 6시까지 본 투표를 실시했다.

### 선거권
선거일 기준으로 만 19세 이상인 대한민국 국민(선거일의 24시에 만 19세가 되는 1993년 12월 20일 출생자를 포함한다)은 공직선거법 제18조의 결격사유에 해당되는 경우를 제외하고는 전부 선거권이 있다.
다만 해외에 거주하는 국민은 그동안 선거권을 행사하지 못하고 있었는데, 2008년 헌법재판소가 재외국민 투표권 미부여에 헌법불합치 판결을 내린 덕에 재외국민들은 대통령 선거에는 1971년 이후 처음으로 투표권을 행사하였다. 또한, 2007년 헌법재판소의 원양 업계 선원 투표권 미부여 헌법불합치 판결로 역사상 처음으로 선상투표가 치러졌다.

## 출마 후보

### 새누리당
집권 여당이던 새누리당은 8월 19일 여론조사 및 국민 참여 선거인단의 현장 투표로 경선을 치른 결과 박근혜 전 한나라당 대표를 제18대 대통령 후보로 선출했다.

### 민주통합당·국민연대
민주당은 7월 29일부터 9월 16일까지 국민 참여 경선을 실시한 결과 문재인 전 대통령비서실장을 제18대 대통령 후보로 선출하였다. 이후 문재인 후보는 야권 정당 및 재야 시민 단체들과 함께 '국민연대'를 결성하고 12월 6일 '국민 후보'로 추대되었다.

### 안철수
안철수 전 서울대학교 교수는 9월 19일 무소속 대선 출마를 선언하였다. 그러나 11월 23일 민주당 문재인 후보 지지를 선언하고 입후보를 포기했다. 안철수 후보는 문재인 후보를 지지율과 당선 가능성에서 앞서고 있었으나, 계속된 야권 후보 단일화 협상의 실패 끝에 이같은 선언을 발표하고 선거 기간 내내 문재인 후보를 적극 지원하였다.

### 통합진보당
진보당은 경선을 통해 이정희 전 당 대표를 제18대 대통령 후보로 선출했으나, 이정희 후보는 12월 17일 민주당 문재인 후보 지지를 선언하며 대선 후보직을 사퇴하였다.

### 진보정의당
정의당은 10월 20~21일 당원 찬반 투표를 실시해 심상정 의원을 제18대 대통령 후보로 선출했으나, 심상정 후보는 11월 26일 문재인 민주통합당 후보를 지지하며 선거 포기를 선언했다. 이후 진보정의당은 민주통합당에서 주도한 국민연대 결성에 참여하는 등 적극적으로 문재인 후보를 지원했으나, 일부 당원들은 이를 거부하고 김소연, 김순자 무소속 후보를 지지했다.

### 군소 후보

#### 노동자 대통령 운동
변혁모임, 사노위 등 노동계 단체들이 구성한 노동자대통령선건투쟁본부는 11월 10일부터 11일까지 이틀 간 사전에 모집된 선거인단에 의한 찬반 투표로 김소연 비정규직없는세상만들기네트워크 집행위원을 노동자 대통령 후보로 선출했다.

#### 강지원 무소속 후보
한국매니페스토실천본부 상임대표를 맡은 것으로 유명한 강지원 전 정보통신윤리위원장은 9월 4일 정책 중심 선거 문화를 조성하겠다며 무소속 출마를 선언했다.

#### 박찬종 무소속 후보
1997년 신한국당 대선 후보 경선에 출마한 적이 있던 박찬종 전 의원은 10월 4일 국민후보추대연합(국추련)이라는 단체에서 진행하는 제3지대 단일 후보 선출 경선에 출마하겠다고 선언했으나, 국추련에 참여하겠다는 후보가 박찬종 밖에 없어 경선은 현실화되지 못했다. 박찬종 후보는 대신 제3지대 후보들의 개별적인 연대라도 추진하기로 결정하고 10월 25일 강지원 후보와의 연대를 선언하며 출마를 포기했다. 이 날 박찬종 후보와 강지원 후보는 안철수, 정운찬 등 다른 제3지대 주자들도 연대에 동참해야 한다고 주장했으나, 이들은 응하지 않았다.

#### 김순자 무소속 후보
19대 총선 당시 진보신당 비례대표 1번으로 출마한 바 있었던 김순자 전국민주노동조합총연맹 울산지역연대 울산과학대학교 지부장은 진보신당의 독자 후보 선출 포기 결정에 반발하고 탈당, 11월 21일 무소속 출마를 선언하였다. 진보신당은 김소연 후보 지지를 선언하였다.

#### 이건개 무소속 후보
자유민주연합 원내부총무, 국민실향안보당 대표 등을 지낸 이건개 전 의원은 9월 25일 분권형 개헌 및 부패 척결 등을 내걸고 무소속 출마를 선언했으나, 11월 22일 새누리당 박근혜 후보 지지를 선언하며 후보직을 사퇴했다.

#### 박종선 무소속 후보
14대 총선에 민중당 후보로 출마한 적이 있는 박종선 전 삼협기획 사장은 대한민국을 선진 국가로 만들겠다며 출마, 4월 26일 무소속 예비후보로 등록했다.

## 후보자 TV 토론회
선거방송토론위원회는 2012년 12월 4일 정치·외교·안보·통일 토론회, 10일 경제·복지·노동·환경 토론회, 16일 사회·교육·과학·문화·여성 토론회를 개최하였다.
공직선거법 제82조의2, 제82조의3 및 정당법 39조에 의해 토론회 참가 자격은 국회의석을 5석 이상 보유한 정당의 후보, 선거 운동 개시 전 30일 간의 여론조사에서 평균 5% 이상의 지지율을 기록한 후보, 혹은 직전 전국 단위 선거에서 3% 이상의 득표율을 기록한 정당의 후보에게 주어졌다. 국회의석 5석 이상 보유 정당의 후보의 경우 토론회에 의무적으로 참가해야 했다.
박근혜 새누리당 후보, 문재인 민주통합당 후보, 이정희 통합진보당 후보 등 세 명만이 위의 조건 세 가지 중 하나 이상을 충족해 토론회에 초청을 받게 되었다. 선거운동 개시일인 11월 27일 전 30일 동안 (10월 28일부터 11월 26일까지) 시행된 여론조사들에서 평균 5% 이상의 지지율을 보인 후보는 박근혜 후보와 문재인 후보 둘 뿐이었으나, 통합진보당은 5석 이상의 국회의석을 보유하고 직전 전국 단위 선거인 2012년 총선에서 10.3%의 비례대표 득표율을 기록했음으로 통합진보당의 이정희 후보에게도 참가 자격이 주어졌다. 첫 두 토론회 때는 세 후보가 모두 참가했으나 마지막 3차 토론 때는 이정희 후보가 후보직을 사퇴해 박근혜 후보와 문재인 후보 두 명의 양자 토론이 성사됐다.
나머지 후보들을 위해서는 12월 5일 공직선거법 제82조의2 제5항에 의거해 군소 후보 토론회가 개최되었다. 다만, 무소속 강지원 후보는 토론회 초청 자격을 판단하는 방법에 불만을 제기하며 항의의 표시로 군소 후보 토론회에 불참했다. 강지원 후보는 토론회 초청 자격 규정은 차별적일 뿐만 아니라 지나치게 애매모호하며, 특히 후보들의 평균 지지율을 계산할 때 안철수 후보가 사퇴하기 전에 시행된 여론조사 결과들도 포함된 것이 잘못되었다며 주장했다.

## 여론 조사
| 조사기관     | 날짜      | 박근혜 | 문재인 | 이정희 | 강지원 | 기타·무응답 |
| ------------ | --------- | ------ | ------ | ------ | ------ | ----------- |
| 리얼미터     | 11월 27일 | 45.4   | 43.8   | 0.7    | 1.1    | 8.9         |
| KSOI         | 12월 2일  | 44.9   | 40.9   | 0.5    | 0.6    | 13.1        |
| 리서치뷰     | 12월 5일  | 50.6   | 43.3   | 1.7    |        | 4.4         |
| R&R          | 12월 6일  | 43.5   | 40.2   | 1.5    |        | 13.8        |
| 리얼미터     | 12월 7일  | 48.9   | 42.8   | 0.6    | 2.4    | 5.3         |
| 리얼미터     | 12월 8일  | 49.5   | 42.5   | 0.8    | 1.1    | 5.7         |
| R&R          | 12월 12일 | 45.3   | 41.4   | 1.3    | 0.7    | 11.3        |
| 한국갤럽     | 12월 12일 | 46.3   | 40.3   | 1.3    | 0.3    | 11.9        |
| 코리아리서치 | 12월 12일 | 42.8   | 41.9   | 0.8    | 0.3    | 14.2        |
| 미디어리서치 | 12월 12일 | 44.9   | 41.4   | 1.3    | 0.2    | 12.2        |
| 리서치뷰     | 12월 13일 | 48.5   | 46.9   | 1.5    |        | 2.3         |
| 리얼미터     | 12월 13일 | 48     | 47.5   | 0.9    | 0.5    | 3.2         |
| KSOI         | 12월 13일 | 45.4   | 43.4   | 1.7    | 0.3    | 9.2         |
| 한국리서치   | 12월 13일 | 44.9   | 45.3   | 1.6    | 0.3    | 7.3         |

### 출구 조사 및 예측 조사
MBC, KBS, SBS 지상파 3사의 공동 출구 조사 결과 박근혜가 50.1%, 문재인이 48.9%로 오차 범위 내 박근혜 후보의 우세로 나왔다. JTBC 출구 조사에서는 두 후보 간의 격차가 더 좁았고(박 49.6%, 문 49.4%), YTN 예측 조사에서는 문재인 후보가 오차 범위 내에서 우세한 것으로 나왔으나, 이후 개표 결과가 발표되자 잘못된 예측에 대해 사과하였다.

#### 출구 조사
|                   | 전국  | 서울  | 부산  | 대구  | 인천  | 광주  | 대전  | 울산  | 경기  | 강원  | 충북  | 충남 세종 | 전북  | 전남  | 경북  | 경남  | 제주  |
| ----------------- | ----- | ----- | ----- | ----- | ----- | ----- | ----- | ----- | ----- | ----- | ----- | --------- | ----- | ----- | ----- | ----- | ----- |
| 새누리당 박근혜   | 50.1% | 47.5% | 60.3% | 79.9% | 49.0% | 6.1%  | 49.5% | 59.9% | 48.8% | 61.3% | 56.6% | 54.0%     | 11.2% | 7.7%  | 82.1% | 62.9% | 51.8% |
| 민주통합당 문재인 | 48.9% | 52.2% | 39.5% | 19.9% | 50.6% | 93.8% | 50.0% | 39.9% | 50.9% | 38.4% | 43.2% | 45.8%     | 88.5% | 92.1% | 17.7% | 36.8% | 47.9% |

## 투표율
제18대 대선의 투표율은 75.8%로 집계되었다. 총 선거인수 40,507,842명 중 30,721,459명이 투표권을 행사하였다.
|        | 전국   | 서울   | 부산   | 대구   | 인천   | 광주   | 대전   | 울산   | 세종   | 경기   | 강원   | 충북   | 충남   | 전북   | 전남   | 경북   | 경남   | 제주   |
| ------ | ------ | ------ | ------ | ------ | ------ | ------ | ------ | ------ | ------ | ------ | ------ | ------ | ------ | ------ | ------ | ------ | ------ | ------ |
| 제18대 | 75.8 % | 75.1 % | 76.2 % | 79.7 % | 74.0 % | 80.4 % | 76.5 % | 78.4 % | 74.1 % | 75.0 % | 73.8 % | 75.0 % | 72.9 % | 77.0 % | 76.5 % | 78.2 % | 77.0 % | 73.3 % |
| 제17대 | 63.0 % | 62.9 % | 62.1 % | 66.8 % | 60.3 % | 64.3 % | 61.9 % | 64.6 % | 미실시 | 61.2 % | 62.6 % | 61.3 % | 60.3 % | 67.2 % | 64.7 % | 68.5 % | 64.1 % | 60.9 % |
| 제16대 | 70.8 % | 71.4 % | 71.2 % | 71.1 % | 67.8 % | 78.1 % | 67.6 % | 70.0 % | 미실시 | 69.6 % | 68.4 % | 68.0 % | 66.0 % | 74.6 % | 76.4 % | 71.6 % | 72.4 % | 68.6 % |
| 제15대 | 80.7 % | 80.5 % | 78.9 % | 78.9 % | 80.0 % | 89.9 % | 78.6 % | 81.1 % | 미실시 | 80.6 % | 78.5 % | 79.3 % | 77.0 % | 85.5 % | 87.3 % | 79.2 % | 80.3 % | 77.1 % |
| 제14대 | 81.9 % | 81.4 % | 83.2 % | 78.5 % | 80.3 % | 89.1 % | 80.3 % | 미실시 | 미실시 | 80.4 % | 81.5 % | 81.3 % | 78.9 % | 85.2 % | 85.6 % | 80.6 % | 84.6 % | 80.3 % |

## 선거 결과
후보자별 득표율
|  | 51.56% |

|  | 48.02% |

|  | 0.17% |

|  | 0.15% |

|  | 0.05% |

|  | 0.04% |

### 지역별 결과
|  | 51.42% |

|  | 48.18% |

|  | 0.18% |

|  | 0.08% |

|  | 0.06% |

|  | 0.05% |

|  | 59.82% |

|  | 39.87% |

|  | 0.13% |

|  | 0.10% |

|  | 0.04% |

|  | 0.02% |

|  | 80.14% |

|  | 19.53% |

|  | 0.12% |

|  | 0.12% |

|  | 0.03% |

|  | 0.02% |

|  | 51.58% |

|  | 48.04% |

|  | 0.16% |

|  | 0.11% |

|  | 0.06% |

|  | 0.03% |

|  | 91.97% |

|  | 7.76% |

|  | 0.12% |

|  | 0.06% |

|  | 0.03% |

|  | 0.02% |

|  | 49.95% |

|  | 49.70% |

|  | 0.14% |

|  | 0.10% |

|  | 0.05% |

|  | 0.03% |

|  | 59.78% |

|  | 39.78% |

|  | 0.21% |

|  | 0.12% |

|  | 0.06% |

|  | 0.03% |

|  | 51.91% |

|  | 47.58% |

|  | 0.23% |

|  | 0.15% |

|  | 0.05% |

|  | 0.04% |

|  | 50.43% |

|  | 49.19% |

|  | 0.17% |

|  | 0.10% |

|  | 0.05% |

|  | 0.02% |

|  | 61.97% |

|  | 37.53% |

|  | 0.23% |

|  | 0.16% |

|  | 0.05% |

|  | 0.03% |

|  | 56.22% |

|  | 43.26% |

|  | 0.24% |

|  | 0.16% |

|  | 0.05% |

|  | 0.04% |

|  | 56.66% |

|  | 42.79% |

|  | 0.27% |

|  | 0.16% |

|  | 0.05% |

|  | 0.04% |

|  | 86.25% |

|  | 13.22% |

|  | 0.26% |

|  | 0.14% |

|  | 0.06% |

|  | 0.04% |

|  | 89.28% |

|  | 10.00% |

|  | 0.37% |

|  | 0.21% |

|  | 0.06% |

|  | 0.06% |

|  | 80.82% |

|  | 18.61% |

|  | 0.34% |

|  | 0.12% |

|  | 0.05% |

|  | 0.04% |

|  | 63.12% |

|  | 36.33% |

|  | 0.26% |

|  | 0.13% |

|  | 0.08% |

|  | 0.05% |

|  | 50.46% |

|  | 48.95% |

|  | 0.26% |

|  | 0.20% |

|  | 0.07% |

|  | 0.04% |

## 논란과 의혹
- 조선민주주의인민공화국이 새누리당 대선 주자인 박근혜, 정몽준, 김문수 등을 겨냥해 북한 내 행적과 발언을 공개할 수 있다고 밝혀 파문이 일었다. 이들이 새누리당과 보수층 인사들을 겨냥하여 노골적으로 선거에 개입하려 한다는 주장이 제기되었다.[23]

- 선거 이후 일부 네티즌들은 전자 개표기 개표 부정 의혹을 제기하고 수작업 재검표를 요구하였다.[24][25][26] 이에 대하여 선관위는 "의혹들은 객관적 증거나 사실 관계 확인 없이 추측하거나 확대 해석한 것"이라고 일축하였다.[27][28]

### 국가정보원 여론 조작 논란
민주통합당은 2012년 12월 11일 대한민국 국가정보원 소속 심리정보국 공무원들이 국가정보원의 지시에 따라 인터넷에 게시글을 남겨서 선거에 영향을 미치고 있다고 주장했다. 이어서 해당 활동에 참여한 국가정보원 직원중 1명을 지목하고 불법으로 스토킹 및 사찰, 오피스텔 점거행위를 벌인다. 그러나 해당 직원은 오피스텔에서 나오지 않았고 그런 일을 한 적이 없다고 주장하였다. 경찰이 수사에 들어갔으나 박근혜와 문재인간의 마지막 TV토론 직후인 12월 16일 일요일 오후 11시 증거가 발견되지 않았다고 발표하였고, 박근혜가 대통령선거에서 승리하였다. 그러나 박근혜가 취임한 이후 문제의 직원을 포함한 국가정보원의 직원들이 '오늘의 유머' 등의 사이트에 댓글 작성을 하였으며 댓글 총 224개중에 3개의 댓글이 특정 대선 후보에 유리하게 활동한 사실이 확인되었다. 이는 국정원 직원의 정치관여를 금지한 국정원법을 위반한 행위로서, 2013년 6월 검찰에 의하여 관련자 일부가 기소되었고, 현재 1심이 진행 중이다.
원세훈 전 국정원장에 대한 판결은 1심에서는 국정원법 유죄, 선거법 무죄가 선고되었으나 2심에서는 국정원법, 선거법 모두 유죄가 선고되었으나, 3심에서 파기환송이 결정났다. 하지만 파기환송심에서 유죄가 나오면서 원세훈 전 국정원장 측은 재상고를 하였다.

### 국군 사이버 사령부 대선 개입논란
2013년 10월 14일, 국정감사 중 김광진 의원의 질의를 통해 국군 사이버 사령부의 18대 대선 개입 의혹이 불거졌다. 이후 사이버사령부 소속 군무원들이 사용했던 아이디가 공개되었고, 10월 15일에는 국방부가 자체 수사에 착수했다. 이후 실제로 댓글 작업이 있었으며 심지어 평일 업무시간대에도 작업을 한 사실이 드러났다. 최초 국방부는 4명의 소수 인원이 벌인 개인적 일탈이라고 해명했으나 당해 해명이 거짓 논란에 휩싸였으며, 뒤이어 추가 용의자들이 공개되는 등 논란은 확대되었다. 2014년 1월 7일, 법원이 국회에 제출한 판결문에는 "옥도경 전 사이버사령관은 연 전 사령관이 보직을 마치고 국방부 정책기획관으로 근무할 당시 '내곡에서 온 정보가 있다. 시간 되실 때 전화로 말씀드리겠다'거나 '국정원 국정조사 관련 깊이 생각해보고 대처 바람' 등의 메시지를 보냈다"라는 내용이 있어 지도부가 깊이 가담한 것이 아니냐는 의혹을 낳고 있다. 2014년 12월 30일, 국방부 보통군사법원은 1심 판결에서 '부대원들에 의해 저질러진 범행의 구체적인 내용 전부를 알고 지시한 것으로 보이지 않는다'는 등의 이유로 금고 8월, 집행유예 2년을 선고하였고 현재 국방부 검찰단의 항소로 항소심이 진행 중이다.

### 선거무효소송
개표조작과 대선개입이 부정선거라고 주장하는 사람들은 선거무효소송을 제출했다.(2013수18) 그러나 박근혜-최순실 게이트로 대통령이 파면되어 실익이 없다며 각하되었다. 그래서 이후 재심 신청(2017재수88)을 냈다.

## 기타
- 일부 지역에서는 재보궐선거가 동시에 실시되었다.